# Szent László-templom (Ógyalla)
Az ógyallai római katolikus Szent László-templom 1912–1913 között épült. A magyar szecessziós építészet egyik jellegzetes példája Szlovákia területén. A templomot Medgyaszay István tervezte, aki elsősorban a vasbeton merész alkalmazása révén vált híressé Magyarországon. A Szent László-templommal új korszakot nyitott meg munkásságában, amelyet a vasbeton alkalmazása helyett a fa felhasználása iránti érdeklődés jellemez.

## Története

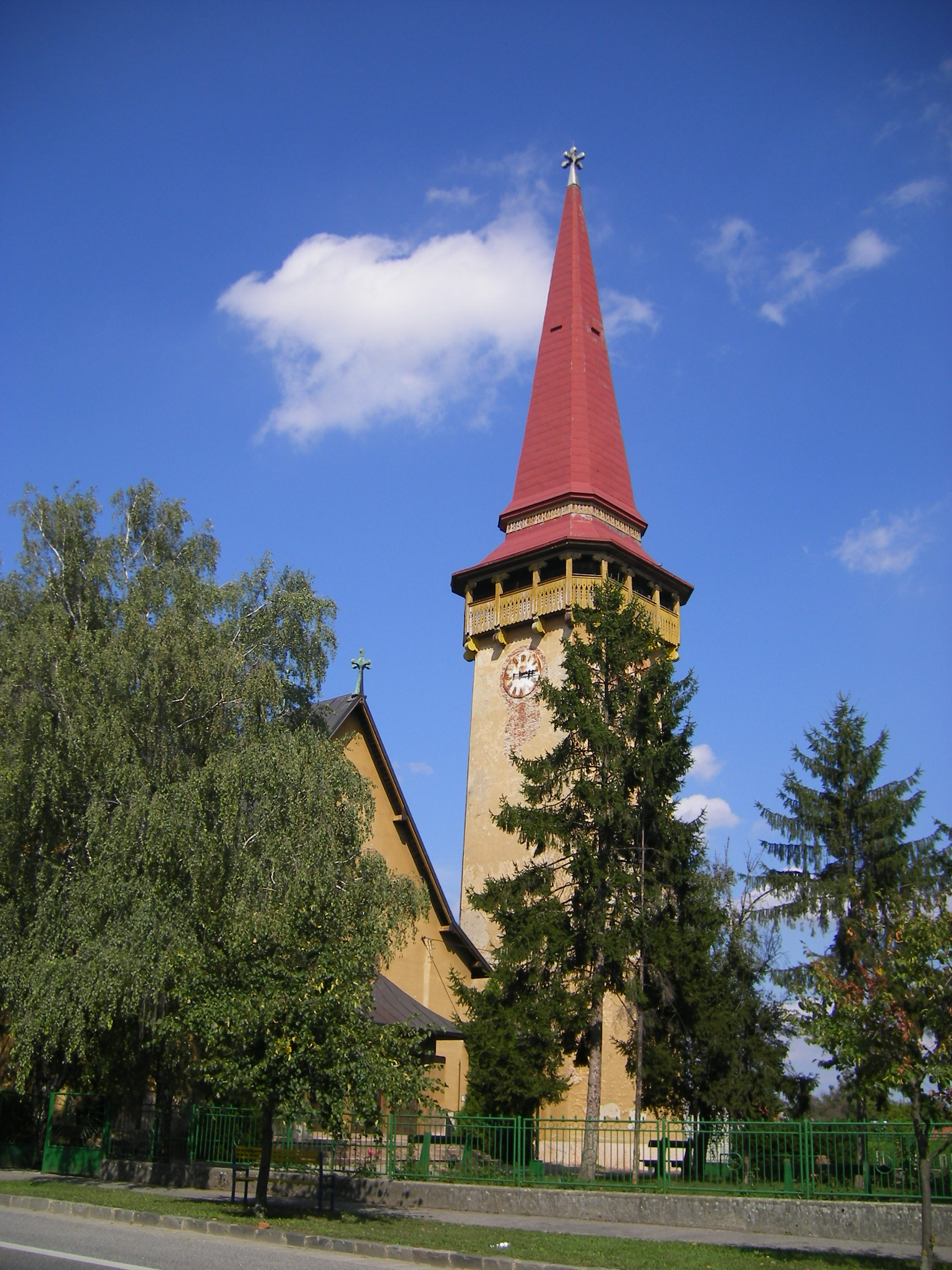
A templom a Komáromi utca felől

A Szent László királynak szentelt római katolikus templom az egykori barokk templom helyén áll, melyet 1718-ban építettek, és az 1763-as földrengés után restauráltak. Az 1911-es tűzvész során -  melyben több gyallai épület, közöttük a plébánia épülete is megsérült  - az öreg templom leégett. Az új plébániát Medgyaszay javaslata alapján készítették. A tervek egyik kidolgozója Boldoghy Gyula volt.

## Alaprajza
A templom szecessziós épület, melyet az erdélyi gótikus építészet ihletett. A templom nyolcszögletű alaprajzú, mely nyolcszögből négy oldalsó szár türemkedik ki, melyek együtt egy keresztet formáznak. Ezek egyike meghosszabbított. Itt található a templombejárat. A sekrestye szintén sokszögletű, a kereszt szárai között helyezkedik el északnyugati irányban.

## Beltere
A belső teret felülről a fából készült kupola zárja le. A kupola sötét színe kontrasztot teremt a környező falak fehér színével, amelyek a kereszt száraival enyhén nyomott Tudor-boltívekkel kapcsolódnak. Az oldalsó terek faboltozata ezen boltíveket követi. A kórust a központi tértől népi motívumokkal díszített faragott fakorlát különíti el. Ugyanezen népi motívumok díszítik a szószéket is. A kórus és az oldalsó terek famennyezete karcsú fapilléreken nyugszik. A pillérek volutafőkkel vannak ellátva, melyek díszítését az erdélyi népművészet inspirálta.

## Szerkezete
A belső és külső tér szerves egységet képeznek. A külső rész egysége a templombelsővel egyedül a boltozatos szerkezettel bomlik meg, mely a külső részen nem jelenik meg megfelelően. A kupolát sátortető fedi, melynek csúcsán funkció nélküli lucerna van sokszögű alaprajzzal. Az oldalsó terek tört hengeres boltozatát félnyeregtető. A falak sima felületét csak az ablaknyílások periodikus váltakozása szakítja meg, melyek teljes boltívben végződnek. Díszítőelemeket csak a fából készült részeken látunk. A külső térben díszítettek csak a tetőt tartó konzolok. A fából készült konstrukciós elemek Medgyaszay művészeti elképzeléseinek megtestesülései. Foglalkozott ugyanis a különböző építőanyagok művészi módon történő felhasználásával. Ezt bizonyítja a fából készült kupola szerkezeti megformálása, illetve a fából készült mennyezet a konzolokkal, melyeket mint kontrasztot érzékel a szemlélődő a tiszta beltérrel.

## Méretei
- A torony magassága: 48 m
- A torony alaprajzának területe: 20 m²
- A templom teljes alaprajzának területe: 435 m²
- Befogadóképesség: 164 személy
- Kórus területe: 135,50 m²
- Kórus befogadóképesség: 240 személy
- Együttes terület: 570,50 m²
- Állóhely: 1100 személy
- Férőhely együtt: 1550